# Veliki Laganj
Veliki Laganj je otočić u Jadranskom moru. 
Nalazi se u Kvarneriću, sjeverozapadno od najsjevernije točke otoka Paga, rta Luna.
U neposrednom susjedstvu, jugoistočno se nalazi otočić Mali Laganj, od kojeg je odvojen prevlakom.
Ploveći prema jugoistoku, došlo bi se do otočića Dolfina i Malog Dolfina.
Najviši vrh: 6 m